# @onefive
@onefive (ワンファイブ Wanfaibu?) es un grupo femenino japonés de cuatro miembros formado por Kano Fujihira, Soyoka Yoshida, Tsugumi Aritomo y Momoe Mori.  El grupo se formó en octubre de 2019, año en el que todas las integrantes cumplieron 15 años. Además de la música, han estado involucradas en el modelaje, la actuación y otras actividades mientras se concentran en su concepto "Japanese Classy Crush". Están representadas por la agencia de talentos Amuse Inc. bajo el sello discográfico Avex Trax.

## Nombre
El nombre @onefive fue elegido porque los miembros tenían 15 años en el momento de su formación, y porque puede pronunciarse en japonés como ichi-go (en inglés; one-five), en referencia al concepto de ichi-go ichi-e, que los integrantes valoran. El símbolo "@", que es silencioso, se incluyó en el nombre para significar "de nosotros" y "ahora de este lugar". A los fanes de @onefive se les conoce como @fifth.

## Historia

### 2019-2021: Formación y primeros años
El grupo @onefive se formó en octubre de 2019 por las cuatro miembros graduadas de Sakura Gakuin,  incluyendo a Kano Fujihira, quien fue una de las tres bailarinas de apoyo rotativo, conocidas como "Avengers" en la banda de kawaii metal, Babymetal . El 15 de octubre de 2019, se crearon cuentas oficiales  del grupo en Twitter, Instagram y YouTube, mientras que las miembros permanecieron en anonimato. El 19 de octubre de 2019, mientras las chicas estaban en Sakura Gakuin, sus identidades fueron reveladas durante el Festival Sakura Gakuin 2019 en el Teatro de las Artes de Kanagawa. Durante el encore del programa, después de actuar como miembros de Sakura Gakuin, interpretaron el sencillo "Pinky Promise" como @onefive debutando por primera vez. La coreografía del sencillo fue creada por Mikiko. "Pinky Promise" se lanzó como sencillo digital al día siguiente, 20 de octubre de 2019, marcando oficialmente el debut de @onefive.
Poco después de su formación, el grupo no pudo realizar eventos personalmente debido a la pandemia de COVID-19, por lo que decidieron realizar  eventos virtuales. Los eventos virtuales notables incluyeron el evento de lanzamiento del sencillo en CD "Mada Minu Sekai" (まだ見ぬ世界) el 19 de julio de 2020, y el concierto @onefive Online Live: Blue Winter 2020 el 22 de diciembre de 2020. El vídeo musical de la canción "Mada Minu Sekai" fue grabado por las cuatro miembros en sus propios hogares durante la pandemia.
En enero de 2021, @onefive colaboró con la marca de moda japonesa Apres Jour para los conjuntos usados en el vídeo musical de "BBB". La coreografía de la canción fue creada por Minako "Maru" Maruyama de Elevenplay.
El 1 de noviembre de 2021, la canción "Just for you" apareció en el comercial navideño de la marca de la joyería japonesa The Kiss.
El 24 de noviembre de 2021, se lanzó el sencillo digital "Underground", que marcó la primera vez que los miembros crearon su propia coreografía. También estuvieron involucradas en el proceso de producción del video musical, compartiendo sus ideas sobre peinados, maquillaje, vestimenta, imágenes y cortes. El proceso fue documentado, con énfasis en la coreografía, en una serie documental de cuatro partes publicada en YouTube titulada Su Underground (彼女たちのUnderground, Kanojo-tachi no Underground).

### 2022:1518, debut en un sello discográfico importante y drama televisivo
El 2 de febrero de 2022, @onefive lanzó su primer álbum de estudio, titulado 1518, y se pronuncia ichi-go ichi-e.  El "18" en el título representaba la edad que cumplirían los miembros en el año del lanzamiento del álbum. La canción "1518" del álbum marcó la primera vez que los miembros escribieron su propia letra. El álbum también destacó el deseo de @onefive de ser "un grupo que crece con la misma generación". Todas las canciones, excepto "1518", tenían sus letras escritas principalmente por una estudiante de secundaria y cantautora llamada Yura, que tenía la misma edad que las miembros de @onefive. Yura siempre incluyó las opiniones y pensamientos de los miembros en las letras. Además, el vídeo musical de "Lalala Lucky" fue producido en colaboración con estudiantes de secundaria y en cooperación con Adobe. "Lalala Lucky" también apareció en un comercial web de la marca japonesa de tintes para el cabello Beautylabo.
El 20 de febrero de 2022, el grupo pudo realizar su primer concierto en solitario en persona con audiencia, titulado @onefive 1st Live: 1518, en Osaka en el Umeda Club Quattro. Y después un segundo concierto con el mismo título, el 6 de marzo de 2022, en Tokio en el Shibuya Club Quattro. Durante el segundo concierto, las chicas de @onefive bailaron la canción "Let Me Go" de Yūki Tsujimura, quien participó de manera destacada en la producción musical del primer álbum. La coreografía y la iluminación del escenario para el espectáculo de baile fueron producidas por Kano Fujihira.
La primera actuación de @onefive en un festival fue en Super Mawa Loop Osaka 2022, el 8 de mayo. Otros festivales incluyeron Sakae Sp-ring 2022, el 5 de junio, Yatsui Festival 2022, el 19 de junio, y Spark 2022 en Yamanakako, el 18 de julio.
El 6 de noviembre de 2022, @onefive hizo su debut en un sello importante con Avex Trax, cuando "Miraizu" (未来図) apareció como tema principal de la adaptación dramática televisiva de acción real del manga Oshi ga Budōkan Ittekuretara Shinu. @onefive fueron elegidas para el drama como miembros del grupo ídol ficticio ChamJam. El drama se transmitió durante diez episodios en ABC TV y TV Asahi de octubre a diciembre de 2022. "Miraizu" fue presentado por primera vez el primer día de los conciertos @onefive Live 2022: Spotlight, celebrados en Osaka en el Umeda Club Quattro, el 6 de noviembre de 2022, y en Tokio en The Garden Hall el 13 de noviembre de 2022.

### 2023: @fifth, película de acción real y Amazon Fashion
El servicio oficial de la comunidad de fanes de @onefive se estableció el 15 de enero de 2023 en forma de una aplicación móvil basada en suscripción llamada @onefive Premium. Además de las tarjetas de membresía digitales, se otorga acceso a eventos exclusivos, agendas, videos, preventa de entradas y otros contenidos prémium. La comunidad recibió el nombre @fifth el 3 de marzo de 2023 y funciona como el club de fans oficial de @onefive.
El concierto @onefive Live 2023: Chance×Change, que se celebró en Tokio en el Ex Theater Roppongi el 9 de abril de 2023, marcó la primera vez que el público pudo cantar y animar en voz alta, ya que ya no estaba restringido por la pandemia de COVID-19. También coincidió con la transición de los miembros de @onefive de la escuela secundaria a la universidad, un "cambio" que cada una de ellas explicó durante las partes de conversación del concierto.
El 12 de mayo de 2023, se estrenó la adaptación cinematográfica de acción real del manga Oshi ga Budōkan Ittekuretara Shinu con "Chance" como tema principal. Las cuatro miembros de @onefive retomaron sus papeles del drama televisivo. Sus voces como ChamJam de las adaptaciones dramáticas de cine y televisión se incluyeron en el segundo disco del álbum de dos discos Yo vivo para ti (きみのために生きてる, Kimi no Tame ni Ikiteru), lanzado por Pony Canyon el 10 de mayo de 2023.
El 4 de agosto de 2023, @onefive actuó como telonero en el festival de moda de verano TGC Teen 2023, que se llevó a cabo en el Gimnasio Nacional Yoyogi.
@onefive participó por primera vez en el Tokyo Idol Festival el 6 de agosto de 2023 en Odaiba. El grupo tuvo dos presentaciones, la primera en el "Sky Stage" en la azotea del Fuji Television Wangan Studio, y la segunda en el "Heat Garage" de Zepp DiverCity. Las propias miembros habían participado previamente todos los años en el festival cuando eran parte de Sakura Gakuin.
El 20 de agosto de 2023, @onefive interpretó tres canciones como invitadas especiales después de la audición Ciao Girl 2023 en el Ciao×Ribon Girls Comic Festival, que se llevó a cabo en Pacifico Yokohama.
El 26 de agosto de 2023, la canción "Like A" del CD single "Justice Day" apareció en un comercial de la marca de la joyería japonesa The Kiss.
En noviembre de 2023, @onefive fueron seleccionadas para ser las líderes de la Generación Z de Amazon Fashion Japan. Las integrantes comenzaron a modelar para Amazon con atuendos de temporada que incorporaban abrigos, suéteres y otros artículos esenciales de invierno, mientras buscaban transmitir el encanto de la Generación Z a través de la moda.
El 17 de noviembre de 2023, marcó la creación de los personajes o mascotas oficiales del grupo, llamados @chib15, pronunciado chibi five. Cada una de las cuatro miembros diseñó su propio personaje: Laa el león de Fujihira, Babu el pollito de Yoshida, Zoey el cervatillo de Aritomo y Mimi el conejo de Mori.
El 1 de diciembre de 2023, se anunció que @onefive serían artistas participantes en el festival metaverse NTV Imaginarium 2023, que fue organizado por Nippon TV en conmemoración del 70 aniversario de la corporación de radiodifusión. El festival tuvo un componente de realidad virtual que utilizó la plataforma japonesa de metaverse Cluster, así como un componente realidad en forma de una exposición de arte en el Museo de Arte Contemporáneo de Tokio. Las miembros de @onefive crearon piezas de pixel art que representan a sus personajes de @chib15 para el festival, que se exhibieron físicamente en la exposición y se otorgaron virtualmente como TNF a quienes compraron entradas para el lugar del metaverse Cluster. Se había planeado una serie de eventos virtuales en la sede de metaverse del 9 de diciembre de 2023 al 3 de marzo de 2024, en los que participarían los distintos artistas participantes. El evento de @onefive fue una fiesta en un metaverso donde los asistentes vistieron a sus avatares con ropa de estilo neo-retro, como se ve en el video musical de "F.A.F.O", y bailaron con la música del grupo.
En el último trimestre de 2023, el grupo realizó dos conciertos bajo el título @onefive Live 2023: No15e Maker. El primer concierto, subtitulado Underground, se celebró en Osaka, en el Yogibo Meta Valley, el 25 de noviembre de 2023. El segundo concierto, subtitulado Overground, tuvo lugar en Tokio en el Ex Theatre Roppongi, el 21 de diciembre de 2023. Los dos subtítulos hacían referencia al proceso de ascenso desde el underground. Al concluir el segundo concierto, se anunció que el segundo álbum de estudio de @onefive se lanzaría en la primavera de 2024.

### 2024:Classy Crush, gira nacional y primera actuación internacional
El 8 de abril de 2024, la canción "Mr.Gorgeous" apareció en un comercial de Amazon Prime Video.
El 17 de abril de 2024, se lanzó el segundo álbum de estudio de @onefive y el primer álbum con un sello importante, titulado Classy Crush. El álbum contiene canciones que representan chicas japonesas fuertes, incluida su canción principal "OZGi", pronunciada ojigi,  que fue producida con el tema "Japanese Classy Crush". "Classy" se refiere a cosas viejas, imágenes y formas de pensar estereotipadas y formas convencionales de hacer las cosas. "Crush" expresa el deseo de @onefive de destruir cosas de esa naturaleza que las frenan y avanzar de una manera nueva. "Japanese" enfatiza los orígenes culturales de los miembros de @onefive, incluidas prácticas como la reverencia, la caligrafía e ikebana, que les gustaría preservar y promover. Classy Crush se ubicó en el puesto 16 en la lista semanal de álbumes de Oricon.
El 8 de agosto de 2024, la canción "Love Call" y las chicas aparecieron en un comercial de la marca de la joyería japonesa The Kiss.
El 1 de septiembre de 2024, @onefive actuó en A-nation 2024 en el Estadio Ajinomoto.
La primera gira nacional de @onefive, titulada @onefive Livehouse Tour 2024 "Classy Crush", tuvo lugar entre el 17 de agosto y el 15 de septiembre de 2024.
El grupo celebró su quinto aniversario el 19 de octubre de 2024, con un concierto titulado 5555, en el Shibuya WWW X.
Un programa de variedades centrado en los miembros, titulado 15Vibes, se estrenó en Logirl de TV Asahi el 7 de noviembre de 2024.
La primera actuación internacional de @onefive tuvo lugar en Tainan, Taiwán, en la 2025 Tainan Hao Young Fiesta de Nochevieja, el 31 de diciembre de 2024.

### 2025-presente:More Than KawaiiyDoh Yoh
En febrero y marzo de 2025, los miembros de @onefive se asociaron con varias tiendas como gerentes de tienda de un día para promocionar su próxima gira, titulada @onefive Tour 2025 "More Than Kawaii". La gira comenzó el 30 de marzo de 2025.
El EP digital More Than Kawaii fue lanzado el 26 de marzo de 2025. Se produjo bajo el concepto de que, en este mundo donde lo kawaii es algo común, @onefive no se limitará a ser solo kawaii. Los miembros estuvieron profundamente involucrados en la producción de las canciones desde cero, poniendo sus propios pensamientos y sentimientos reales en ellas. Fujihira participó como asistente en el proceso de coreografía de "Sit Down Please".
@onefive actuó en China continental por primera vez en el TIF Asia Tour 2025 in Shanghai, celebrado en el Bandai Namco Shanghai Cultural Center los días 14 y 15 de junio de 2025. El 25 de julio de 2025, @onefive regresó a Taiwán para la 2025 Taiwan Comic Exhibition, celebrada en el Taipei World Trade Center. El 26 y 27 de julio, el grupo regresó a China continental para JAM Shanghai Pop Vol. 1, celebrado en el Bandai Namco Shanghai Cultural Center en China continental. A medida que las actuaciones internacionales se hicieron cada vez más comunes, @onefive expresó su deseo de promover la música y la cultura japonesas en el extranjero, en consonancia con su concepto "Japanese Classy Crush".
En julio de 2025, @onefive colaboró con Taco Bell en Japón para crear y promocionar platos originales, que estarían disponibles en todo el país del 14 de julio al 13 de septiembre de 2025.
El lanzamiento del sencillo digital "Alps Vibes" el 1 de agosto de 2025 marcó el inicio de una serie de canciones con temática de rimas infantiles. El título de la serie, Doh Yoh, es una forma estilizada de escribir dōyō, que significa rima infantil en japonés.
El 8 de agosto de 2025, la canción "Tap!Tap!Tap! (TJO Remix)" y las chicas aparecieron en un comercial de la marca de la joyería japonesa The Kiss.

## Arte
Las chicas de @onefive tienen como objetivo mostrar el atractivo de la música japonesa y al mismo tiempo incorporar elementos de música extranjera. Por ejemplo, hip hop, afrobeat, jungle, Jersey club, y música del Medio Oriente. Las letras de @onefive a menudo representan chicas fuertes incluyendo los pensamientos y sentimientos de ellas mismas. Las chicas tienen aportes creativos en varios aspectos de su trabajo. Han mencionado a Blackpink, Perfume, Red Velvet y Mamamoo como influencias.

## Miembros
- Kano Fujihira como Kano[9]
- Soyoka Yoshida como Soyo[9]
- Tsugumi Aritomo como Gumi[9]
- Momoe Mori como Momo[9]

## Discografía

### Álbumes de estudio
- 1518 (2 de febrero de 2022)[91]
- Classy Crush (17 de abril de 2024)[56]

### EPs
- "more than kawaii" (26 de marzo de 2025)[70]

### Sencillos
- "Mada Minu Sekai" (まだ見ぬ世界) (24 de junio de 2020)[92]
- "BBB" (3 de marzo de 2021)[90]
- "Chance×Change" (24 de mayo de 2023)[93]
- "Justice Day" (23 de agosto de 2023)[94]

#### Sencillos digitales
- "Pinky Promise" (20 de octubre de 2019)[9]
- "Shizuku" (雫) (20 de octubre de 2020)[95]
- "Underground" (24 de noviembre de 2021)[96]
- "Just for you" (1 de diciembre de 2021)[97]
- "Miraizu" (未来図) (6 de noviembre de 2022)[98]
- "Chance" (1 de abril de 2023)[99]
- "F.A.F.O" (22 de noviembre de 2023)[85]
- "ChocoLove" (17 de enero de 2024)[100]
- "Kaguya" (14 de agosto de 2024)[101]
- "Love Call" (16 de octubre de 2024)[102]
- "Liar Liar" (15 de enero de 2025)[103]
- "Kawaii Kaiwai" (14 de febrero de 2025)[104]
- "Alps Vibes" (1 de agosto de 2025)[105]